# Václav Černý (Fußballspieler)
Václav Černý (* 17. Oktober 1997 in Příbram) ist ein tschechischer Fußballspieler. Er steht seit Sommer 2023 beim VfL Wolfsburg unter Vertrag und ist mehrfacher tschechischer Nationalspieler.

## Karriere
Václav Černý wechselte als Jugendlicher aus Tschechien in die Niederlande in die berühmte Fußballschule von Ajax Amsterdam. Am 13. März 2015 gab er bei der 0:1-Niederlage im Zweitligaspiel bei VVV-Venlo sein Pflichtspieldebüt für die zweite Mannschaft Jong Ajax. Černý kam in den folgenden Jahren auch für die erste Mannschaft in der Eredivisie zum Einsatz, konnte sich aber nie in der Stammelf behaupten. In der Sommertransferperiode der Saison 2019/20 wechselte er zum FC Utrecht und unterschrieb einen Vertrag für drei Saisons und mit einer Option auf eine Verlängerung um ein weiteres Jahr. Bis zum Abbruch der Saison – diese war damals wegen der COVID-19-Pandemie notwendig geworden – kam Václav Černý zu 13 Einsätzen (ohne Torerfolg) und stand dabei in lediglich drei Partien in der Startelf, während er ansonsten auf der Bank saß oder vereinzelt nichtmal zum Spieltagskader gehörte.
Im Sommertransferfenster der Saison 2020/21 wurde er an den FC Twente Enschede verliehen. In Enschede an der deutschen Grenze erkämpfte sich Černý einen Stammplatz als rechter Außenstürmer und schoss in 16 Spielen sechs Tore – er steuerte auch sieben Vorlagen bei –, bevor er wegen einer Knieverletzung ausfiel. Im Sommer 2021 wurde er endgültig verpflichtet. Sein Comeback folgte im November 2021 und in der Folge kam er – in Punktspielen – zu 18 Einsätzen, wobei er nur dreimal in der Startelf stand. In der Saison 2022/23 verpasste Václav Černý zwei Punktspiele wegen einer Roten Karte, ansonsten kam er in jedem Ligaspiel zum Einsatz und war mit 29 Startelfmandaten bei 32 Ligaspielen Stammspieler.
In der Sommerpause 2023 wechselte er in die deutsche Bundesliga zum VfL Wolfsburg und unterschrieb einen Vierjahresvertrag. Am 26. Juli 2024 gaben die Glasgow Rangers bekannt, dass Černý für ein Jahr aus Wolfsburg ausgeliehen wird. In Schottland wurde Černý mit den Rangers Vizemeister. Mit 12 erzielten Toren war Černý hinter Cyriel Dessers der 18-Mal traf zweitbester Torschütze der Mannschaft.

## Nationalmannschaft
Nachdem Václav Černý für die U17 Tschechiens sowie für die U19-Nationalmannschaft der Tschechen und für die tschechische U21 gespielt hatte, debütierte er am 11. November 2020 bei der 0:1-Niederlage im Freundschaftsspiel in Leipzig gegen Deutschland für die A-Nationalmannschaft seines Geburtslandes. Wegen seiner Knieverletzung gehörte er bei der Europameisterschaft 2021 nicht zum Kader der Tschechen, für die Weltmeisterschaft 2022 in Katar konnte sich die tschechische Nationalmannschaft nicht qualifizieren, wobei er in den Vorausscheidungsspielen nicht zum Einsatz gekommen war.

## Erfolge
- Niederländischer Meister: 2019 (nur im Kader)
- Niederländischer Pokalsieger: 2019